# Elefante (banda de México)
Elefante, anteriormente conocido como Cuarto Sol es una banda de rock y pop mexicano originaria de la Ciudad de México formada en el año 1993, conformado por "Ahis" (teclados y guitarra acústica), "Iguana" (batería), Javier Ortega (voz), Rafa (guitarra eléctrica y armónica) y "G. Tracks" (bajo). El grupo es también conocido por dos de sus vocalistas, quienes han seguido una carrera en solitario: Reyli Barba y Jorge Guevara.

## Historia
Originalmente llamados Quinto Sol, y llamados por la gente Los Quintos, es un grupo de rock mexicano, originario de la Ciudad de México en 1993. Durante sus primeros años comenzaron tocando en pequeños bares, hasta que en el año 2000 tras ser descubiertos por Simón Medina, ejecutivo Peermusic de México, enseguida muestra interés por ellos, y es cuando el ejecutivo Regional de Peermusic, Rafa Aguilar, se une al entusiasmo de Medina y deciden trasladar a la banda a España a grabar lo que sería su primer disco, producido por el español Nacho Béjar. Esta producción sale finalmente con Sony Music. Tras el lanzamiento de su primer material "El que Busca Encuentra" (2001), la banda mexicana logró darse a conocer entre la audiencia gracias a sencillos como "Así es la Vida" (usado por América TV de Perú como tema de presentación de su telenovela "Así es la vida"), "De la Noche a la Mañana", canción que participó en la competencia internacional en el Festival de Viña del Mar de ese año y "La Que se Fue", después de éste, el trabajo de estos talentosos músicos dio como resultado un nuevo disco llamado "Lo que Andábamos Buscando" (2002), que nos brindó canciones como "El Abandonao", "La Condena" y "Sabor a Chocolate". 
Después de muchas giras alrededor del continente americano abriendo conciertos a Maná y Shakira en Sudamérica, el vocalista Reyli Barba decide probar su suerte en solitario y abandona la banda en el 2003. A pesar de que Reyli era el vocalista y uno de los principales autores de las letras que se cantaban, la banda sorprendió al reagruparse e incluir un nuevo vocalista, Jorge Guevara (ex-vocalista del grupo "Caos") para dar a conocer el disco "Elefante" (2005). Este álbum contiene sencillos como, "Mentirosa", "Durmiendo con la Luna" y "Ángel".
En el año 2007, la banda mexicana estrena vocalista, Javier Ortega (Javi) y disquera (Universal), ya que Jorge, quien acompañara a la banda desde 2004, decide también probar su suerte como solista. El 11 de septiembre de 2007 salió a la venta el material llamado "Resplandor" con el sencillo "Juego de Azar" de donde se desprenden también los sencillos "Volar sin alas" y "Y tú no estás".
El material llamado Deluxe del disco "Resplandor" contiene nuevo material y un DVD con el exclusivo concierto que ofrecieron en el Teatro Metropolitan donde inicia el Tour Resplandor.
El 8 de marzo del 2012 salió al mercado un nuevo disco de Elefante bajo su propio sello discográfico, Marila Récords, llamado "E:87600". El primer sencillo de este disco se llama "Si te vas", y el segundo sencillo es el tema "Son del Corazón". 
En el año 2020 publicaron dos álbumes, uno Sinfónico y otro En Vivo, salió a la venta el 25 de septiembre de 2020.
El 13 de febrero de 2021 se presentan en concierto llamado "Lado B", después de ausentarse de los escenarios por varios años.
Tras su paso en diferentes festivales y eventos en México y Estados Unidos, en 2023, la agrupación estrenaría su álbum Live Sessión, que contendría el relance de temas como Soy Así, Llueve Sobre Mojado y Piérdete Conmigo, lo cual llevaría  a la banda mexicana a presentarse por segunda ocasión en el Auditorio Nacional.
El 5 de abril de 2024, Elefante llenaría por segunda ocasión el Auditorio Nacional, anunciando un SoldOut, siendo una presentación memorable para la banda mexicana, la cual contó con invitados de la talla de Paulina Goto y Big Javi, vocalista de la banda inspector.

## Integrantes
Miembros
- Rafael López Arellano "Rafa": guitarra eléctrica, armónica, compositor principal
- Flavio López Arellano "Ahis": guitarra acústica, teclados
- Iván Antonio Suárez López "Iguana": batería, percusiones
- Luis Alberto Pórtela Solórzano "Gordito Tracks": bajo eléctrico, fretless
- Javier Ortega Cantero "Javi": vocales (desde 2007), teclados, guitarra acústica

Ex-miembros
- Reyli Barba Arrocha "Monster": vocales, compositor, guitarra acústica (1993 - 2003)
- Jorge Alberto Martínez Guevara: Vocales (2004 - 2006)

## Discografía
Álbumes de estudio
- El que busca encuentra (2001)
- Lo que andábamos buscando (2002)
- Elefante (2005)
- Resplandor (2007)
- E:87600 (2012)

Álbumes en vivo
- Sinfónico (2020)
- En vivo (2020)
- Elefante: Live Session (2023)

Compilaciones
- Éxitos (2006)

Inéditos
- Demos (2000)

Sencillos
- Te quiero (2018)
- Contigo (2018 - nueva versión)
- Nuestro Juramento (2019)
- Juntos (2020)
- Sobran las palabras (2020)

Colaboraciones
- 2011: Que vueltas da la vida (con Bien acompañado)
- 2014: El aguacate (con La Toquilla)
- 2021: La media vuelta (con Torai); Sabor a chocolate (con Dany Deglein), Mentirosa (con Los Socios del Ritmo)
- 2023: Soy Así (Versión Live Sessión); Llueve Sobre Mojado (Versión Live Sessión), *2023: De la Noche a la Mañana (Nueva Versión)

| Grandes éxitos (DVD del concierto en el Auditorio Nacional) (2006) |                           |
| 1.                                                                 | Así es la vida            |
| 2.                                                                 | Ángel                     |
| 3.                                                                 | Mentirosa                 |
| 4.                                                                 | La que se fue             |
| 5.                                                                 | Sabor a chocolate         |
| 6.                                                                 | Aguacero                  |
| 7.                                                                 | De la noche a la mañana   |
| 8.                                                                 | Lo que andábamos buscando |
| 9.                                                                 | Píntame de azul           |
| 10.                                                                | Vamos                     |
| 11.                                                                | La limpia                 |
| 12.                                                                | Adonde vayas              |
| 13.                                                                | Yo soy igual que tú       |
| 14.                                                                | Amores prohibidos         |
| 15.                                                                | La historia sin fin       |
| 16.                                                                | La condena                |
| 17.                                                                | Durmiendo con la luna     |
| 18.                                                                | El abandonao              |

Participaciones especiales en:
- "Novela ladrón de corazones (novela estadounidense)" con el tema "Ladrón de corazones" - canta Reyli
- "Tributo a José Alfredo Jiménez" con el tema "Fugitivo" - canta Reyli
- "Tributo a Germán Valdez (Tin-Tan)" con el tema "Bonita" - canta Jorge
- "Disco Proyecto de Amor (Fundación Hermes Music)" con el tema "¡Claro que se puede!" - canta Javi
- "Participación especial con Celso Piña" con el tema "Canto pa' mi gente" - canta Reyli
- "Disco Televisa Deportes" con el tema "El juego de todos" - canta Javi
- Himno DIF con el tema "Juntos" - canta Javi
- "Tema incluido en BONES (serie de televisión) con "Nada es para siempre" Episodio: "La mujer en el jardín" (español) o "The Woman in the Garden" (inglés)

## Estilo
Su música es considerada una mezcla entre la trova, ranchera y baladas. Utiliza un lenguaje poético, cargado de imágenes y figuras retóricas. Contiene tintes dramáticos e intimismo emotivo.
Elefante es una banda particular. Sus canciones tienen frescura, muestran fuerza expresiva en sus directos; presenciar uno de ellos es tomar la vida con "levedad" (Así es la vida, Mentirosa), reflexionar sobre la fragilidad del amor (Durmiendo con la luna, Y tú no estás), canciones más movidas (Sabor a chocolate, Juego de azar, Ángel, Sin pedirte cuentas, Son del corazón), dedicarle a la pareja (Si tu quieres, Resplandor, Piérdete conmigo, Contigo, Déjate seguir, Píntame de azul, Junto a ti, Quiero ser, Mariposas en el cielo), cantar dolidos como si fueran rancheras (La que se fue, El abandonado, La condena, Amores prohibidos, Nada es para siempre y Volar sin alas).